# ETO Park
L’ETO Park est un stade de football situé à Győr, en Hongrie.
Ce stade de 15 600 places est le domicile du Győri ETO FC mais a également déjà accueilli des matchs de l'Équipe de Hongrie.

## Histoire
Entre les années 1970 et 2005, l'équipe de Győr jouait dans une enceinte plus grande mais vétuste, le Rába ETO Stadion. Il a été finalement démonté en 2005 et un nouveau stade moderne a été édifié à sa place, l'ETO Park dont la construction s'est terminée en 2008. Entre-temps, le club a en revanche déjà pris ses quartiers et y a disputé son premier match officiel le 7 avril 2007 contre le Vasas SC. C'est le 17 juillet 2008 que le stade a accueilli pour la première fois une rencontre internationale, entre le Győri ETO FC et le club géorgien du FC Zestafoni.
Le stade permet non seulement d'accueillir des rencontres internationales en répondant aux critères de l'UEFA mais aussi des évènements culturels.

## Configuration
Les deux tribunes latérales sont couvertes et bénéficient au total de 14 600 places assises. Il y a également une petite tribune debout pouvant accueillir un millier de personnes derrière une des cages. Le stade ne possédant pas de piste d'athlétisme, les tribunes sont donc au plus près du terrain, à la manière des stades anglais.
De plus, le complexe possède deux terrains d'entraînement, deux petits terrains synthétiques couverts, une piscine couverte, une salle de musculation, un restaurant, un hôtel et un bâtiment administratif avec des bureaux.

## Rencontres internationales
| Date            | Équipe locale | Score | Équipe visiteuse | Compétition | Spectateurs |
| --------------- | ------------- | ----- | ---------------- | ----------- | ----------- |
| 3 mars 2010     | Hongrie       | 1 – 1 | Russie           | Amical      | 10 423      |
| 29 février 2012 | Hongrie       | 1 – 1 | Bulgarie         | Amical      | 14 000      |
| 6 juin 2013     | Hongrie       | 1 – 0 | Koweït           | Amical      | 8 000       |
| 5 mars 2014     | Hongrie       | 1 – 2 | Finlande         | Amical      | 14 000      |

## Accessibilité
- Le stade est très facilement accessible par la route puisqu'il se trouve en périphérie de la ville sur la route principale 1. Les visiteurs arrivant en voiture peuvent accéder à l'ETO Park par l'autoroute M1 via la sortie 107 et le court tronçon de l'autoroute M19. De plus, le stade possède un parking couvert d'une capacité de 2 000 places.
- Si l'on arrive par le train à la gare centrale de Győr, il est nécessaire de prendre une des deux lignes de bus suivantes : la ligne 8 jusqu'à l'arrêt Xantus János Állatkert, Műjégpálya ou bien la ligne 14 jusqu'à Ipar utca, Nagysándor József utca.